# Newcastle Stock Exchange
Newcastle Stock Exchange (w skrócie NSX) – niewielka giełda papierów wartościowych w Newcastle w stanie Nowa Południowa Walia w Australii.
NSX została założona w 1937, a w obecnej formie działa od 2000.
Na NSX notowane są przede wszystkim małe i średnie spółki. We wrześniu 2006 łączna kapitalizacja spółek notowanych na NSX wynosiła niespełna 400 milionów dolarów australijskich.

## Wollongong Exchange
27 października 2005 Newcastle Stock Exchange Limited (operator NSX), rada miasta Wollongong oraz izba gospodarcza regionu Illawarra powołały do życia Wollongong Exchange. Wollongong Exchange nie funkcjonuje jako samodzielna giełda, lecz jest podrynkiem NSX. Jest on przeznaczony dla małych i średnich spółek z regionu Illawarra.